# Martirano Lombardo
Martirano Lombardo ist eine italienische Stadt in der Provinz Catanzaro in Kalabrien mit 926 Einwohnern (Stand 31. Dezember 2024).

## Lage und Daten
Martirano Lombardo liegt 58 km nordwestlich von Catanzaro am Fluss Savuto. Die Nachbargemeinden sind Aiello Calabro (CS), Cleto (CS), Conflenti, Lamezia Terme, Martirano, Nocera Terinese, San Mango d’Aquino und Falerna.
Die meisten Einwohner sind in der Landwirtschaft beschäftigt. Es werden Oliven, Obst und Wein produziert.

## Sehenswürdigkeiten
Der untere Teil des Ortes wurde 1905 nach dem Erdbeben von Menschen aus der Lombardei gegründet. Sehenswert sind die Ruinen des alten Martirano und den Resten der mittelalterlichen Burg und der ehemaligen Kathedrale. In der Kirche Immacolata befinden sich Gemälde aus dem 17. Jahrhundert. Die Rosenkranzkirche hat ein Portal aus dem 18. Jahrhundert.
In der Umgebung befinden sich schwefelhaltige und eisenhaltige Quellen.